# The Ultimate Teacher
|  | Denne artikel er oprettet af botten Steenthbot ud fra en ekstern database. Den kan derfor have sproglige fejl eller mangler. Denne skabelon kan fjernes efter kontrol af indholdet. |

The Ultimate Teacher er en dansk dokumentarfilm fra 2014 instrueret af Nønne Katrine Rosenring.

## Handling
De små og nære ting i livet rummer den største visdom. Gennem at arbejde med malerier med sin 2årige datter, der umiddelbart obstruerer processen, lærer hovedpersonen om skønheden i at inkorporere ”fejl”, vokse med dem og anerkende deres unikke styrke.

## Medvirkende
- Nønne Katrine Rosenring
- Kasper Aastradsen
- Le Kaspersdatter